# イングリッド -ネットストーカーの女-
『イングリッド -ネットストーカーの女-』（原題: Ingrid Goes West）は、2017年に公開されたアメリカ合衆国のブラック・コメディドラマ映画。監督はマット・スパイサー、主演はオーブリー・プラザが務めた。なお、本作は日本国内で劇場公開されなかったが、Amazonプライム・ビデオ、Netflixでの配信が行われている。

## ストーリー
ペンシルベニア州。イングリッド・ソーバーンは精神状態が不安定であった。ある日、自分がInstagramでフォローしているシャーロットが結婚式を挙げることを知った。イングリッドは結婚式に招待されなかったことに怒り狂い、式場へと乗り込み、シャーロットの顔面に催涙スプレーを吹き付けた。それが原因で、イングリッドは精神病院で治療を受けることになった。
退院後、イングリッドが雑誌を読んでいると、テイラー・スローンという名前のインフルエンサーの特集が目に留まった。その特集には、テイラーの優雅な暮らしぶりが記されていた。テイラーに魅了されたイングリッドが彼女のアカウントにコメントを寄せたところ、テイラー本人から短い返信が届いた。感動したイングリッドは亡き母の遺産6万ドルを抛ち、テイラーが暮らすロサンゼルスに引っ越すことにした。到着後、イングリッドは脚本家志望の青年、ダン・ピントからヴェニスにある家を借り受けることにした。イングリッドはテイラー行きつけのレストランに顔を出し、彼女と知り合いになる機会を窺うことにした。その際、イングリッドはテイラーと同じような髪型・服装で行動していた。
書店でテイラーを見つけたイングリッドはそのまま彼女の自宅まで尾行し、テイラーの飼い犬を誘拐した。犬がいないことに気が付いたテイラーは大いに慌てた。しばらくして、イングリッドがテイラーの元に犬を届けたところ、テイラーはお礼としてイングリッドをディナーに招待した。翌日、イングリッドはダンからトラックを借り、テイラーの荷物運びを手伝うことにした。夕方までにはダンにトラックを返すという約束だったが、イングリッドは「パーティーに参加して欲しい」というテイラーの誘いを断れなかった。挙げ句の果てに、帰宅途中、イングリッドはダンのトラックを破損させてしまった。
翌日、イングリッドはトラックに傷を付けてしまったことをダンに謝罪し、弁償を申し出た。その日の夜、イングリッドはお詫びとしてダンと一緒に食事をすることにした。2人は一気に親密になり、そのままベッドを共にした。イングリッドはダンを連れて有名ファッションブロガー（ハーレイ）のパーティーに参加し、出席者にダンを自分の恋人として紹介した。パーティーの最中、イングリッドはテイラーとハーレイが親しそうなのを見て嫉妬の炎を燃やしていた。その一方で、イングリッドはテイラーがSNS受けするキャラを演じていることも見抜いていた。
パーティー会場で、イングリッドはスマートフォンを落としてしまった。その頃、ニッキー（テイラーの弟）は拾ったスマホのパスワードを解除して中身を見たところ仰天した。そこにはテイラー関連の写真が大量に保存されていたからである。ニッキーは「ストーキングの事実をバラされたくなかったら、俺に金を払え」とイングリッドを脅迫した。イングリッドはわざと不良に殴られた後、「ニッキーに暴行された」とダンに助けを求めた。ダンは警察に通報しようとしたが、イングリッドは「ニッキーは貴方にも同じことをするかもしれない」と泣いて止めた。イングリッドとダンはニッキーを誘拐し、脅しつけて口封じを図ることにした。ところが、ニッキーが道中で暴れ出したため、ダンが負傷してしまった。イングリッドはニッキーをバールで殴って昏倒させた後、ダンを病院に連れて行った。その後、イングリッドがテイラーに電話をかけたところ、出たのは夫のエズラだった。イングリッドはエズラに「二度と私たちに関わってくるな」と言われた。実は、意識を取り戻したニッキーがテイラーに事実を洗いざらい話したのである。
追いつめられたイングリッドはとんでもない行動に打って出るのだった。

## キャスト
※括弧内は日本語吹替
- イングリッド・ソーバーン - オーブリー・プラザ（渡辺明乃）
- テイラー・スローン - エリザベス・オルセン（伊藤静）
- ダン・ピント - オシェア・ジャクソン・Jr（小松史法）
- エズラ・オキーフ - ワイアット・ラッセル（橘潤二）
- ニッキー・スローン - ビリー・マグヌッセン（中村章吾）
- ハーレイ・チャン - ポム・クレメンティエフ
- ニコール - ハンナ・ウット
- ガース・ラファイエット - ジョセフ・ブリーン
- シンディ - アンジェリカ・アモール
- シャーロット・バックワルド - メレディス・ハグナー（英語版）
- チャック - チャーリー・ライト
- バック - デニス・アトラス

## 製作
2016年8月1日、オーブリー・プラザとエリザベス・オルセンが本作に出演するとの報道があった。13日、オシェア・ジャクソン・Jrの出演が決まったと報じられた。17日、ポム・クレメンティエフがキャスト入りした。12月15日、ニック・ソーバーンが本作で使用される楽曲を手掛けることになったと報じられた。2017年8月25日、レイクショア・レコーズが本作のサウンドトラックを発売した。

## 公開・マーケティング
2017年1月20日、本作はサンダンス映画祭でプレミア上映された。22日、ネオンが本作の全米配給権を獲得したとの報道があった。4月7日、本作のティーザー・トレイラーが公開された。6月28日、劇場向けの予告編が公開された。

## 評価
本作は批評家から好意的に評価されている。映画批評集積サイトのRotten Tomatoesには185件のレビューがあり、批評家支持率は83%、平均点は10点満点で7.13点となっている。サイト側による批評家の見解の要約は「オーブリー・プラザとエリザベス・オルセンの見事な演技のお陰で、『イングリッド -ネットストーカーの女-』は今風の知的なユーモアを観客に提供している。そのユーモアは現代社会に対する洞察があってこそのものである。」となっている。また、Metacriticには39件のレビューがあり、加重平均値は71/100となっている。
本作は第33回インディペンデント・スピリット賞で新人作品賞と新人脚本賞にノミネートされ、前者で受賞を果たした。